# Mridula Sinha
Mridula Sinha (Muzaffarpur, 27 novembre 1942 – Delhi, 18 novembre 2020) è stata una scrittrice e politica indiana, dall'agosto 2014 all'ottobre 2019 Governatore di Goa. È stata la prima donna governatrice di Goa..
Ex presidente del BJP Mahila Morcha, le fu assegnato postumo il quarto riconoscimento civile più alto dell'India, il Padma Shri, nel 2021.
Scrisse 46 libri in hindi. Prima della sua elezione a governatore di Goa, fu a capo dell'ala femminile del Partito popolare indiano (BJP).

## Biografia
Mridula Sinha nacque il 27 novembre 1942, in una famiglia di bramini Bhumihar, nel villaggio Chhapra Dharampur Yadu nel distretto di Muzaffarpur nella regione di Mithila nello stato di Bihar, all'epoca India inglese. Suo padre era Babu Chhabile Singh e sua madre era Anupa Devi. La madre, 40 anni, voleva abortire quando seppe della gravidanza, ma suo padre volle tenere il bambino. Secondo Sinha, suo padre le assicurò anche un'opportunità di educazione contro le antiche tradizioni.  Frequentò la scuola locale a Chhapra e successivamente studiò a Balika Vidyapeeth, una scuola residenziale per ragazze nel distretto di Lakhisarai.
Poco prima che completasse la sua laurea, i genitori di Mridula le organizzarono il matrimonio con Ram Kripal Sinha, che a quel tempo era un docente universitario con sede nella città di Muzaffarpur, Bihar. Dopo il matrimonio, Mridula continuò i suoi studi e conseguì la laurea in Psicologia. Accettò poi un lavoro come docente presso il Dr. SK Sinha Women's College di Motihari. Poco dopo, suo marito conseguì il dottorato. Lasciò il lavoro e aprì una scuola a Muzaffarpur dove suo marito lavorava in un college.

## Carriera

### Scrittrice in lingua hindi
Con l'incoraggiamento del marito, Mridula si dedicò alla scrittura. Interessata alle questioni culturali e alle tradizioni del villaggio, scrisse racconti su questi argomenti, raccolti dai villaggi dove lei e suo marito lavoravano. Molte di queste storie furono pubblicate su riviste in lingua hindi e successivamente raccolte in un'antologia in due volumi chiamata Bihar ki lok-kathayen ("Racconti popolari del Bihar"). Scrisse anche diversi romanzi e una biografia di Rajmata Vijayaraje Scindia intitolata Ek Thi Rani Aisi Bhi. Da questo libro fu realizzato in seguito un film con lo stesso nome.

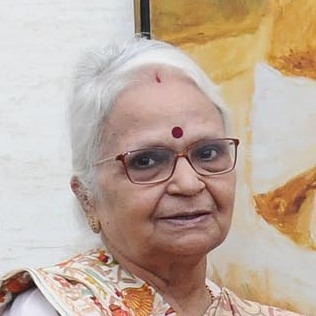
Mridula Sinha, Governatore di Goa

Mridula inizialmente aiutò il marito a raggiungere le donne della circoscrizione elettorale durante le sue campagne per l'elezione al comitato distrettuale. Scoprì che, con la sua conoscenza della tradizione locale e delle sfumature culturali, aveva un forte legame con la gente, in particolare con le donne. Sviluppò un interesse e un impegno molto forti per il benessere sociale, sebbene non avesse alcun interesse per la politica elettorale. Venne nominata presidente del Consiglio centrale per la previdenza sociale.

### Governatore di Goa
A quel tempo, suo marito era ministro del governo dello stato di Bihar. È stata, fino all'agosto 2014, membro dell'esecutivo nazionale del Bharatiya Janata Party (BJP).  Durante la campagna del BJP per le elezioni generali del 2014, fu a capo del BJP Mahila Morcha (ala femminile). Il 25 agosto 2014 è stata nominata governatrice di Goa.
Sinha fu anche nominata promotrice della campagna Swachh Bharat Abhiyan  contro la defecazione pubblica dal primo ministro indiano Narendra Modi. Durante il suo mandato come governatore di Goa, adottò anche una mucca e un vitello al Raj Bhavan a scopo di adorazione quotidiana.

## Opere
Una quarantina i suoi libri.
- Ek thi rani aisi bhi (Breve biografia)
- Nayi devyani (Novella)
- Gharwaas (Novella)
- Jyon mehandi ko rang (Novel)
- Dekhan mein choten lagen (Storie)
- Sita puni boli (Novella)
- Yayavari ankhon se (Intervista)
- Bihar ki lok kathayen -I (Storie)
- Bihar ki lok kathayen-II (Storie)
- Dhai beegha zameen (Storie)
- Matr deh nahin hai aurat (Liberazione delle donne)
- Nari na kathputli na udanpari (2014), editore Yash Publications, New Delhi
- Apna jivan (2014), editoreYash Publications, New Delhi
- Antim ichha (2014) by Yash Publications, New Delhi
- Paritapt Lankeshwari (2015)
- Mujhe Kuch Kehna Hain (2015, Poesia), editore Yash Publications, New Delhi
- Aaurat aaviksit purush nahi hain (2015), editoreYash Publications, New Delhi
- Chinta aur chintan ke inderdhanushyain rang (2016), editore Yash Publications, New Delhi
- India women new images on ancient foundation (2016), editore Yash Publications, New Delhi
- Ya nari sarvbuteshu (2016), editore Yash Publications, New Delhi
- Relfications (2017), editore Yash Publications, New Delhi
- Ek Sahitya Tirth Sw la.euthkar (2017), editore Yash Publications, New Delhi

### Cinema e TV
Le opere di Mridula Sinha, come il romanzo Jyon Mehendi Ko Rang, sono state adattate per una serie televisiva, con il racconto "Dattak Pita" e l'autobiografia su Vijayaraje Scindia Rajpath se lok path trasformati in lungometraggi come Dattak e Ek thi Rani Aisi Bhi. Tutte le sue principali opere letterarie adattate per film e TV sono state firmate dal pluripremiato regista nazionale Gul Bahar Singh.